# Костинское муниципальное образование (Иркутская область)
Костинское муниципальное образование — муниципальное образование со статусом сельского поселения в 
Нижнеудинском районе Иркутской области России. Административный центр — поселок Костино.

## Демография
По результатам Всероссийской переписи населения 2010 года 
численность населения муниципального образования составила 1020 человек, в том числе 508 мужчин и 512 женщин.

## Населенные пункты
В состав муниципального образования входят населенные пункты
- Костино